# Agalliota vetusta
Agalliota vetusta är en insektsart som beskrevs av Dutra och Egler 1982. Agalliota vetusta ingår i släktet Agalliota och familjen dvärgstritar. Inga underarter finns listade i Catalogue of Life.